# TJ Iskra Borčice
TJ Iskra Borčice (celým názvem: Telovýchovná jednota Iskra Borčice) je slovenský fotbalový klub, který sídlí v obci Borčice v okrese Ilava v Trenčínském kraji. Založen byl v roce 1951 pod názvem Sokol Borčice. V sezóně 2015/16 klub používal ve druhé slovenské lize logo s názvem FK Iskra Borčice. Majitelem je podnikatel v oblasti zpracování masa Anton Fabuš, jenž se místnímu fotbalu aktivně věnuje od roku 1990. Od sezóny 2017/18 působí ve třetí fotbalové lize, sk. Západ.
Své domácí zápasy hraje na štadiónu TJ Iskra Borčice s kapacitou 1 000 míst.

## Historie
V sezóně 2014/15 vybojovala Iskra postup do 2. slovenské ligy (byla začleněn do skupiny Západ). Většina hráčů týmu se přitom fotbalem neživila, pracovala v púchovském masokombinátu majitele Antona Fabuše.
Svůj premiérový start v druhé lize Iskra zvládla, v prvním ligovém kole 1. srpna 2015 vyhrála poměrem 4:1 nad FK Dukla Banská Bystrica.
21. dubna 2016 majitel Anton Fabuš po sérii porážek překvapivě odhlásil klub ze druhé ligy. Výsledky týmu z celorepublikové nadstavbové (mistrovské) části sezóny 2015/16 Slovenský fotbalový svaz anuloval a Borčice se staly prvním sestupujícím.
V sezóně 2016/17 se klub představí ve čtvrté lize – skupina Severozápad. Kádr mužstva i realizační tým prošel po odhlášení ze druhé ligy velkými změnami.

## Historické názvy
Zdroj: 
- 1951 – Sokol Borčice
- 1990 – TJ Iskra Borčice (Telovýchovná jednota Iskra Borčice)

## Umístění v jednotlivých sezonách
Stručný přehled
Zdroj: 
- 2013–2014: 4. liga ZsFZ – sk. Severozápad
- 2014–2015: 3. liga – sk. Západ
- 2015–2016: 2. liga – sk. Západ
- 2016–2017: 4. liga ZsFZ – sk. Severozápad
- 2017–: 3. liga – sk. Západ

Jednotlivé ročníky
Zdroj: 
Legenda: Z – zápasy, V – výhry, R – remízy, P – porážky, VG – vstřelené góly, OG – obdržené góly, +/− – rozdíl skóre, B – body, červené podbarvení – sestup, zelené podbarvení – postup, fialové podbarvení – reorganizace, změna skupiny či soutěže
| Slovensko (2013–) |                                |        |                                                             |                                                             |                                                             |                                                             |                                                             |                                                             |                                                             |                                                             |        |
| Sezóny            | Liga                           | Úroveň | Z                                                           | V                                                           | R                                                           | P                                                           | VG                                                          | OG                                                          | +/−                                                         | B                                                           | Pozice |
| 2013/14           | 4. liga ZsFZ – sk. Severozápad | 5      | 29                                                          | 22                                                          | 4                                                           | 3                                                           | 91                                                          | 29                                                          | +62                                                         | 70                                                          | 1.     |
| 2014/15           | 3. liga – sk. Západ            | 3      | 32                                                          | 23                                                          | 6                                                           | 3                                                           | 72                                                          | 18                                                          | +54                                                         | 75                                                          | 1.     |
| 2015/16           | DOXXbet liga – sk. Západ       | 2      | 22                                                          | 13                                                          | 3                                                           | 6                                                           | 40                                                          | 19                                                          | +21                                                         | 42                                                          | 1.     |
| 2015/16           | Mistrovská skupina             | 2      | Klub se odhlásil v průběhu sezóny, výsledky byly anulovány. | Klub se odhlásil v průběhu sezóny, výsledky byly anulovány. | Klub se odhlásil v průběhu sezóny, výsledky byly anulovány. | Klub se odhlásil v průběhu sezóny, výsledky byly anulovány. | Klub se odhlásil v průběhu sezóny, výsledky byly anulovány. | Klub se odhlásil v průběhu sezóny, výsledky byly anulovány. | Klub se odhlásil v průběhu sezóny, výsledky byly anulovány. | Klub se odhlásil v průběhu sezóny, výsledky byly anulovány. | 12.    |
| 2016/17           | 4. liga ZsFZ – sk. Severozápad | 4      | 28                                                          | 26                                                          | 1                                                           | 1                                                           | 97                                                          | 14                                                          | +83                                                         | 79                                                          | 1.     |
| 2017/18           | 3. liga – sk. Západ            | 3      | 34                                                          |                                                             |                                                             |                                                             |                                                             |                                                             |                                                             |                                                             |        |

## Známí hráči
- Miroslav Barčík (2014–)
- Peter Bašista (2015–2016)
- Ján Novák (2015–)
- Juraj Halenár (2016)[16][17]
- Ľuboš Hanzel (2016)